# Joël Robert
Pour les articles homonymes, voir Robert (patronyme).
Joël Robert, né le 24 novembre 1943 à  Grandrieu et mort le 13 janvier 2021 à Gilly,  est un pilote belge de motocross six fois champion du monde 250 cm³.

## Biographie
Joël Robert commence sa carrière sur le circuit mondial au guidon d'une CZ, marque avec laquelle il remporte son premier titre en 250 cm³ en 1964. Avec ce titre, il est alors, à 21 ans, le plus jeune champion du monde de l'histoire du motocross.
Après deux nouveaux titres, en 1968 et 1969, avec la marque tchèque, il rejoint l'équipe Suzuki. Il apporte au constructeur japonais trois nouveaux titres consécutifs.
À la fin de sa carrière, il avait établi un record de 50 victoires en Grand Prix, record qui tiendra plus de 30 ans avant d'être dépassé par son compatriote Stefan Everts.
En 1980, il crée les 12 heures de la Chinelle.
En 2000, son nom est ajouté au Motorcycle Hall of Fame de l'American Motorcyclist Association. Il est alors l'entraîneur de l'équipe belge du Motocross des nations.
Diabétique, victime de cinq accidents vasculaires cérébraux, il meurt le 13 janvier 2021 à l'hôpital de Gilly, à Charleroi, des suites de la maladie à coronavirus.

## Palmarès
- Champion du monde 250 cm³, en 1964, 1968, 1969 sur CZ, et en 1970, 1971, 1972 sur Suzuki (250 RH)[6].
- Vice-champion 250 cm³, en 1965, 1966, 1967
- Motocross des nations, 1969

## Distinctions
- Lauréat du Trophée national du Mérite sportif en 1964
- Motorcycle Hall of Fame en 2000[4]
- FIM Legends (ca) en 2019
- Edison Dye (ca) Lifetime Achievement Award en 2006

## Joël Robert dans la culture
Joël Robert est au centre de Rodéo sur 2 roues, 20e album de la série de bandes dessinées Michel Vaillant.
En 2004, il apparaît dans son propre rôle dans le film Aaltra.